# A LONG VACATION
《A LONG VACATION》은 1981년 3월 21일에 발매된 일본의 음악가 오타키 에이이치의 일곱 번째 스튜디오 음반이다. 제23회 일본 레코드 대상에서 베스트 앨범상을 수상했다. 그것은 《롤링 스톤 재팬》을 포함하여, 역사상 가장 위대한 일본 록 음반 중 하나로 불린다.

## 배경
《A LONG VACATION》의 여러 곡들은 미국의 음반 프로듀서 필 스펙터와 그의 월 오브 사운드 공식에 의해 영향을 받았다. 그러나 마지막 트랙인 〈시베리아 철도여 안녕〉는 영국의 음반 프로듀서인 조 믹에게 경의를 표하기 위한 것이었다.
오타키의 전 핫피 엔도 밴드 동료 세 명 모두 《A LONG VACATION》에 기여했다. 한 곡을 제외한 모든 곡의 작사는 마츠모토 타카시, 기타는 스즈키 시게루, 베이스 기타는 호소노 하루오미가 맡았다.
마츠모토는 카나리아 제도에 가본 적은 없지만, 자신이 상상한 〈카나리아 제도에서〉를 바탕으로 하와이처럼 생겼다는 가정을 바탕으로 쓴 곡이다. 그가 마침내 1999년에 카를로스 클라이버 공연을 위해 방문했을 때, 그는 그것이 매우 다르다는 것을 알았다.
〈시베리아 철도여 안녕〉는 1980년 11월 오타 히로미가 싱글로 발매하였다.

## 커버 아트
음반 커버 아트는 화가 나가이 히로시에 의해 만들어졌다. 나가이는 오타키가 1979년 출간된 《A LONG VACATION》라는 제목의 그림책을 공동작업하기 위해 자신에게 접근했다고 말했다. 그는 또한 이 음악가가 음반이 된 곡을 쓸 때 그의 작품에서 영감을 받았다고 주장했다. 음반 발매 후, 나가이의 삶은 예전 같지 않았고 비슷한 작업에 대한 요청이 쇄도했다. 그는 오타키의 다른 여러 음반의 커버를 제공했다.

## 발매
1981년 3월 21일, 《A LONG VACATION》는 바이닐과 카세트로 발매되었다. 4개월 후, 1981년 7월 21일 음반 《Sing A LONG VACATION》가 발매되어 10,000장으로 한정되었다. 〈시베리아 철도여 안녕〉를 제외한 《A LONG VACATION》의 기악 버전이다.
1982년 10월 1일, 《A LONG VACATION》은 CD로 발매된 최초의 음반 중 하나가 되었다. CD 버전은 일본레코드협회에 의해 더블 플래티넘 인증을 받았다. 리마스터드 버전은 1991년 3월 21일 출시되어 10주년을 맞았다. 10년 후, 《Sing A LONG VACATION》의 기악 자료가 수록된 20주년 기념판이 발매됐다.

## 곡 목록
작사는 오타키 에이이치의 〈Pap-pi-doo-bi-doo-ba 이야기〉를 제외한 모두 마츠모토 타카시가 맡았고, 작곡은 모두 오타키 에이이치가 맡았다.
| #  | 제목                                                                    | 재생 시간 |
| -- | ----------------------------------------------------------------------- | --------- |
| 1. | 〈그대는 천연색 (君は天然色)〉                                          | 5:02      |
| 2. | 〈Velvet Motel〉                                                        | 3:42      |
| 3. | 〈카나리아 제도에서 (カナリア諸島にて)〉                                | 3:58      |
| 4. | 〈Pap-pi-doo-bi-doo-ba 이야기 (Pap-Pi-Doo-Bi-Doo-Ba物語（ストーリー))〉 | 3:14      |
| 5. | 〈내 마음 속의 핀볼 (我が心のピンボール)〉                              | 4:24      |

| #   | 제목                                          | 재생 시간 |
| --- | --------------------------------------------- | --------- |
| 6.  | 〈비 내리는 수요일 (雨のウェンズデイ)〉       | 4:24      |
| 7.  | 〈말풍선 (スピーチ・バルーン)〉               | 3:55      |
| 8.  | 〈사랑하는 카렌 (恋するカレン)〉              | 3:21      |
| 9.  | 〈FUN×4〉                                     | 3:26      |
| 10. | 〈시베리아 철도여 안녕 (さらばシベリア鉄道)〉 | 4:33      |